# 珍娜·李
珍娜·李（1971年7月9日—，英文：Jeanette Lee，韓文：이진희 / 李珍希）是美國花式撞球職業選手，出生於紐約布魯克林區，韓裔，資深球員，目前除了比賽以外也擔任駐場教練職務，在撞球界譽有「黑寡婦」之稱。

## 比賽成績
- 1993年WPA全球世界盃9號球錦標賽亞軍
- 1994年巴爾的摩Billiards菁英賽冠軍
- 1994年Kasson雙城菁英賽冠軍
- 1994年WPA全球世界盃9號球錦標賽亞軍
- 1995年名人公開賽冠軍
- 1995年美國公開賽冠軍
- 1995年BCA舊金山菁英賽冠軍
- 1996年美國公開賽冠軍
- 1996年BCA舊金山菁英賽冠軍
- 1996年BCA錦標賽冠軍
- 1998年鳳凰城經典巡迴賽冠軍
- 1998年Brunswick Cues波士頓菁英賽第4名
- 1998年美國撞球雜誌底特律菁英賽第4名
- 1998年Penn Ray Prescott菁英賽冠軍
- 1998年Cuetec Cues夏威夷菁英賽冠軍
- 1998年WPA全球世界盃9號球錦標賽季軍
- 1998年世界花式撞球錦標賽女子組季軍
- 1998年WPBA全國錦標賽第5名
- 1998年ESPN終極9號球挑戰賽冠軍
- 1999年達拉斯挑戰賽冠軍
- 1999年Viejas菁英賽冠軍
- 1999年Brunswick紐約菁英賽季軍
- 1999年安麗盃世界女子花式撞球邀請賽亞軍
- 1999年美國BCA公開賽9號球錦標賽第5名
- 1999年Brunswick紐約菁英賽季軍
- 1999年亞利桑那菁英賽季軍
- 1999年美國公開賽第9名
- 1999年冠軍選手大賽冠軍
- 2000年WPBA全國錦標賽第5名
- 2000年Northern Lights女子9號球挑戰賽冠軍
- 2000年美國駱駝盃8號球錦標賽第17名（唯一女子球員）
- 2000年WPA全球世界盃9號球錦標賽第5名
- 2000年WPBA全國錦標賽亞軍
- 2001年安麗盃世界女子花式撞球邀請賽季軍
- 2001年美國BCA公開賽9號球錦標賽冠軍
- 2001年秋田世界運動會女子9號球金牌
- 2001年美國BCA公開賽女子冠軍
- 2004年美國BCA公開賽冠軍
- 2004年佛羅里達經典賽冠軍
- 2008年安麗盃世界女子花式撞球錦標賽第5名
- 2009年安麗盃世界女子花式撞球錦標賽第17名

## 特殊事蹟
- 1994年一年中贏得美國女子職業會十五個站的冠軍
- 1994年美國女子排名第一、獲選美國年度最佳球員
- 1996年WPA世界排名第一
- 1997年獲選美國年度最佳球員